# Thủy tiên
Thủy tiên (danh pháp hai phần: Narcissus tazetta L.) là một loại thực vật thuộc Chi Thủy tiên, Họ Loa kèn đỏ (Amaryllidaceae). Loài cây này có thể dùng làm cảnh, trồng bằng cách đặt phần củ vào trong bình nước. Cây nở hoa nhỏ, có màu trắng và mùi thơm.
Củ của cây có chất alkaloid gây chóng mặt, buồn nôn, tiêu chảy, run rẩy toàn thân, hôn mê, có thể dẫn đến tử vong khi ăn phải.

## Mô tả

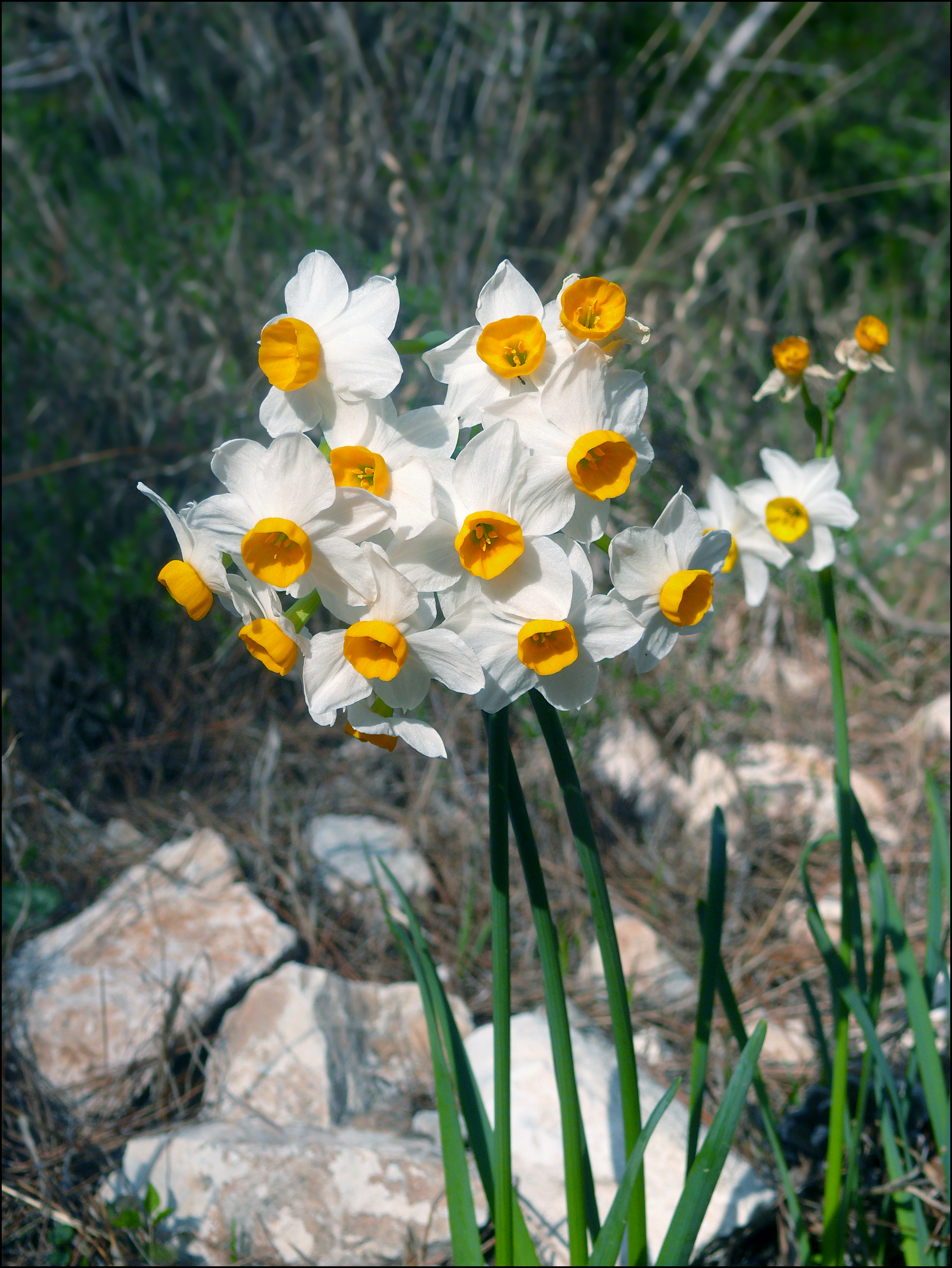
Narcissus tazetta ở Israel.

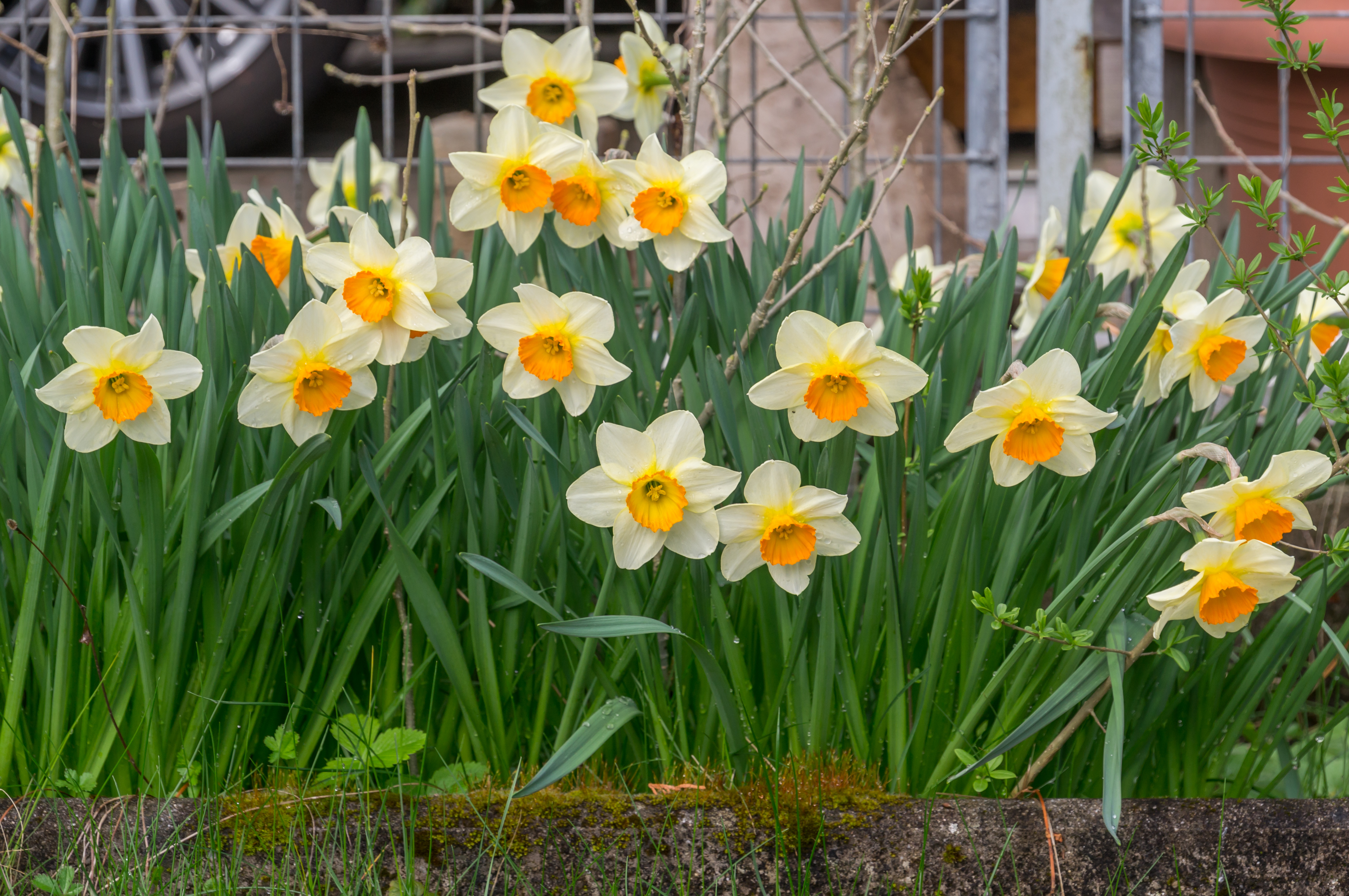
Hoa thủy tiên vàng

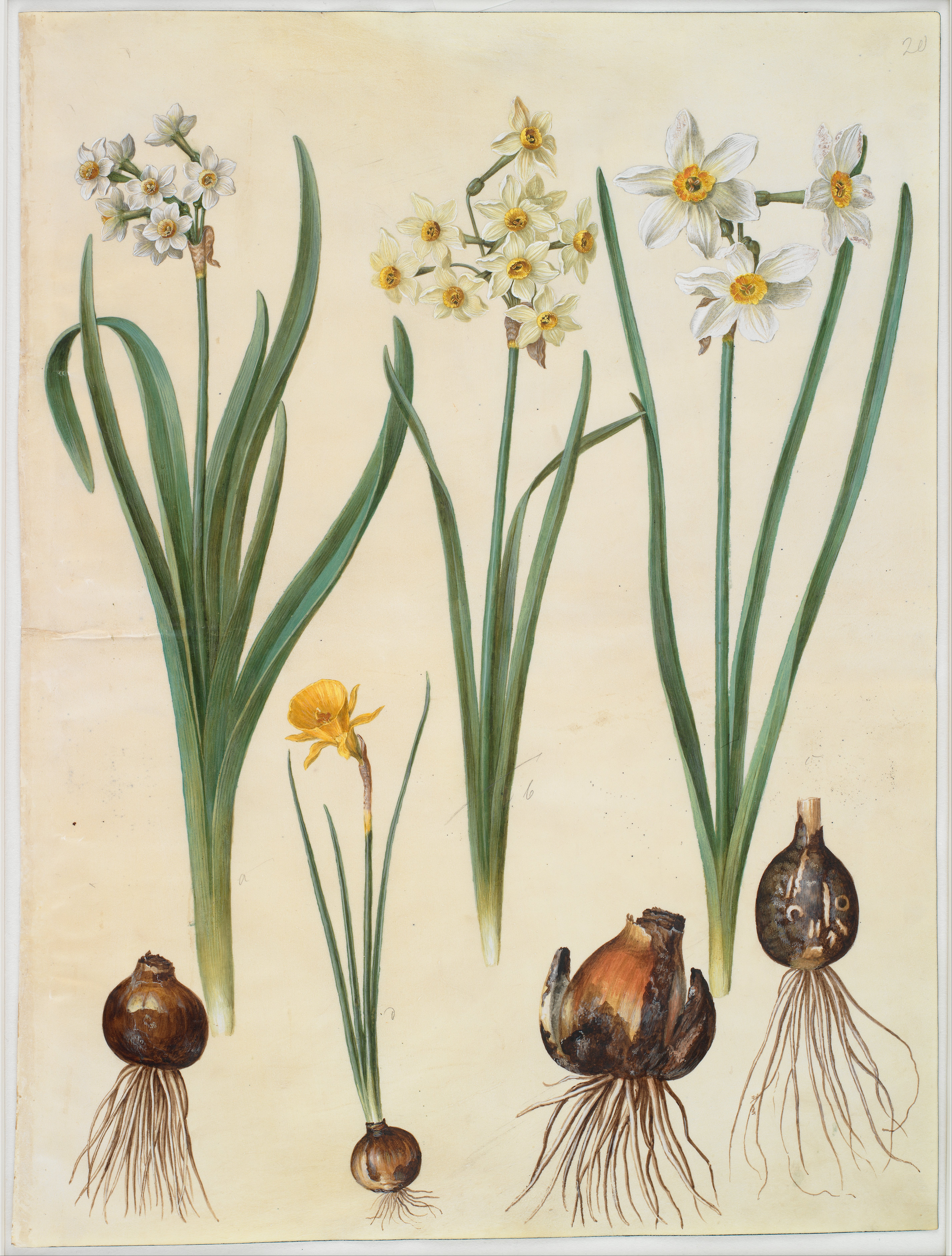
Tranh vẽ chi tiết của Hans Simon Holtzbecker, thế kỷ 17

Narcissus tazetta là một trong số những loài cao nhất trong Narcissus, và có thể cao đến 80 cm, với lá mảnh phẳng dài đến 40 cm và rộng 15 mm. Cụm hoa có khoảng 8 hoa với cánh màu trắng và nhị hoa màu vàng.

## Phân loại học

### Phân loài
Có 6 phân loài được chấp nhận theo World Checklist of Selected Plant Families:
- N. tazetta subsp. aureus (Jord. & Fourr.) Baker[8] – Đông Nam Pháp, Sardinia, Tây-Bắc Ý, Algérie, Maroc
- N. tazetta subsp. canariensis (Burb.) Baker[9] – Quần đảo Canary
- N. tazetta subsp. chinensis (M.Roem.) Masam. & Yanagih.[10][11] – Đông-Nam Trung Quốc, Nhật Bản, Hàn Quốc
- N. tazetta subsp. corcyrensis (Herb.) Baker[12] – Corfu (Hy Lạp)
- N. tazetta subsp. italicus (Ker Gawl.) Baker[9] syn. N. italicus – Địa Trung Hải từ miền Nam Phap đến Hy Lạp
- N. tazetta subsp. tazetta – phân bố rộng rãi từ Tây Địa Trung Hải đến Afghanistan

## Sinh thái học
Narcissus tazetta chứa hợp chất thơm chỉ được tìm thấy ở một vài loài như hoa hồng và Acnistus arborescens, có tên gọi là orcinol dimethyl ete, chất này hầu như mũi người không phát hiện được. Các thí nghiệm trên ong mật cho thấy chúng có thể nhận dạng được.

## Phân bố
Narcissus tazetta là một loài phân bố rộng rãi, chúng là loài bản địa của vùng Địa Trung Hải từ Bồ Đào Nha đến Thổ Nhĩ Kỳ. Nó cũng là loài được bản địa hóa khắp vùng Trung Đông, Trung Á, Afghanistan, Pakistan, Ấn Độ, Nepal và Bhutan, cũng như Quần đảo Canary, Trung Quốc (Phúc Kiến, Chiết Giang), Nhật Bản, Úc, Hàn Quốc, Đảo Norfolk, New Zealand, Bermuda, Mexico và Hoa Kỳ (Oregon, California, Texas, Alabama, Arkansas, Florida, Louisiana, Mississippi, Bắc Carolina, Nam Carolina, Virginia, và Tây Virginia) và Nam Mỹ.

## Sử dụng
Narcissus tazetta được trồng thương mại để lấy tinh dầu, hầu hết ở miền nam Pháp. Một loài lai với Narcissus poeticus, cũng được trồng để lấy tinh dầu. Ứng dung trong y khoa gần đây là một protein có tên là lectin có tác dụng kháng vi rút cúm. Tác dụng này dựa trên cách sử dụng liều phụ thuộc. Tính chất kháng virus cho kết quả rằng nó có thể vô hiệu hóa RSV trong chu kỳ lây nhiễm và vì thế nó không thể lan rộng. Đặc tính kháng virus của nhóm lectin nhất định sẽ có tác dụng lớn hơn trong giai đoạn sớm của bệnh cảm cúm. Nó có rất ít khả năng gây độc và tiềm năng to lớn như một tác nhân kháng virus, vì vậy nó có tiềm năng để sử dụng trong nghiên cứu công nghệ sinh học trong tương lai.

## Hình ảnh

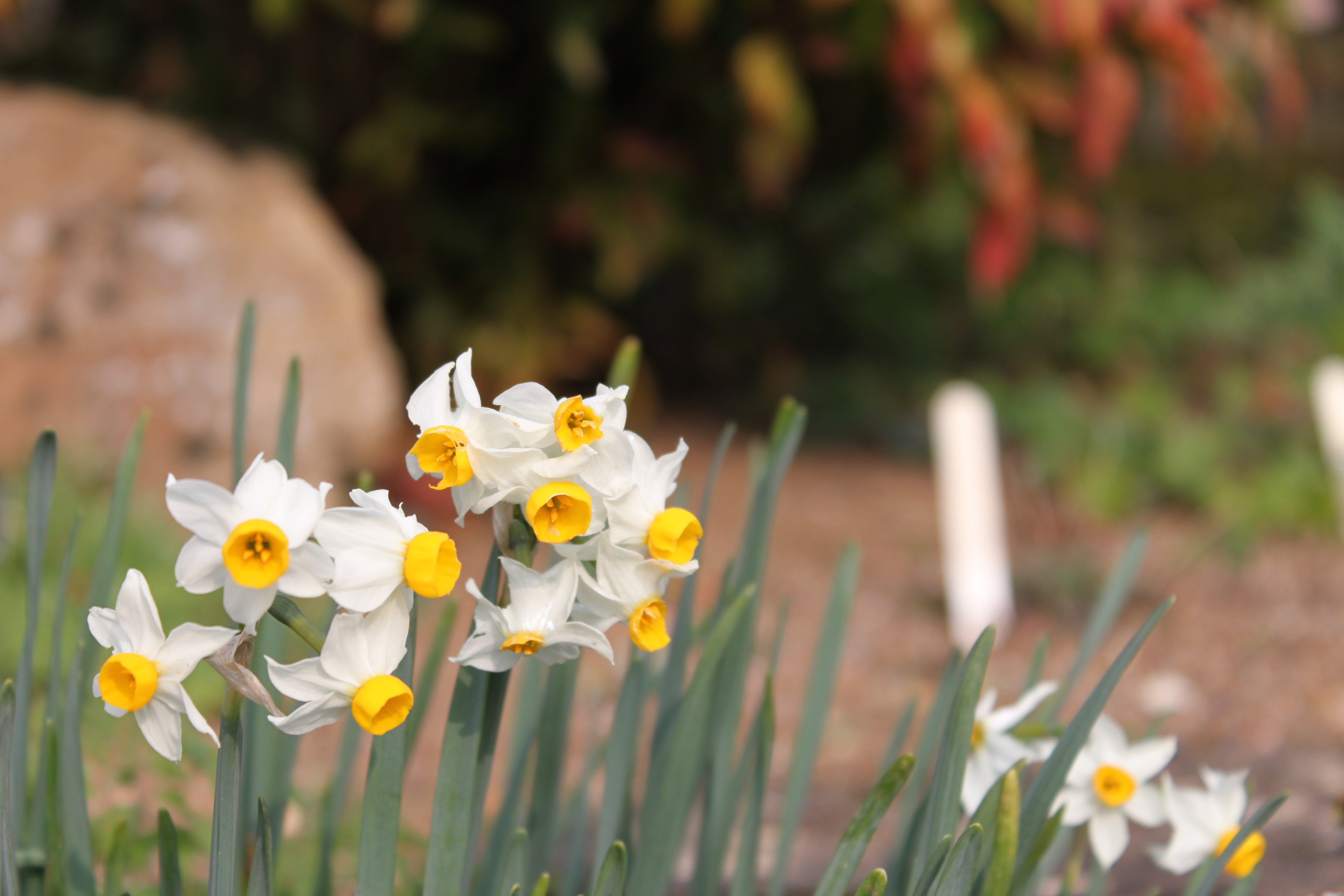
N. tazetta subsp. italicus
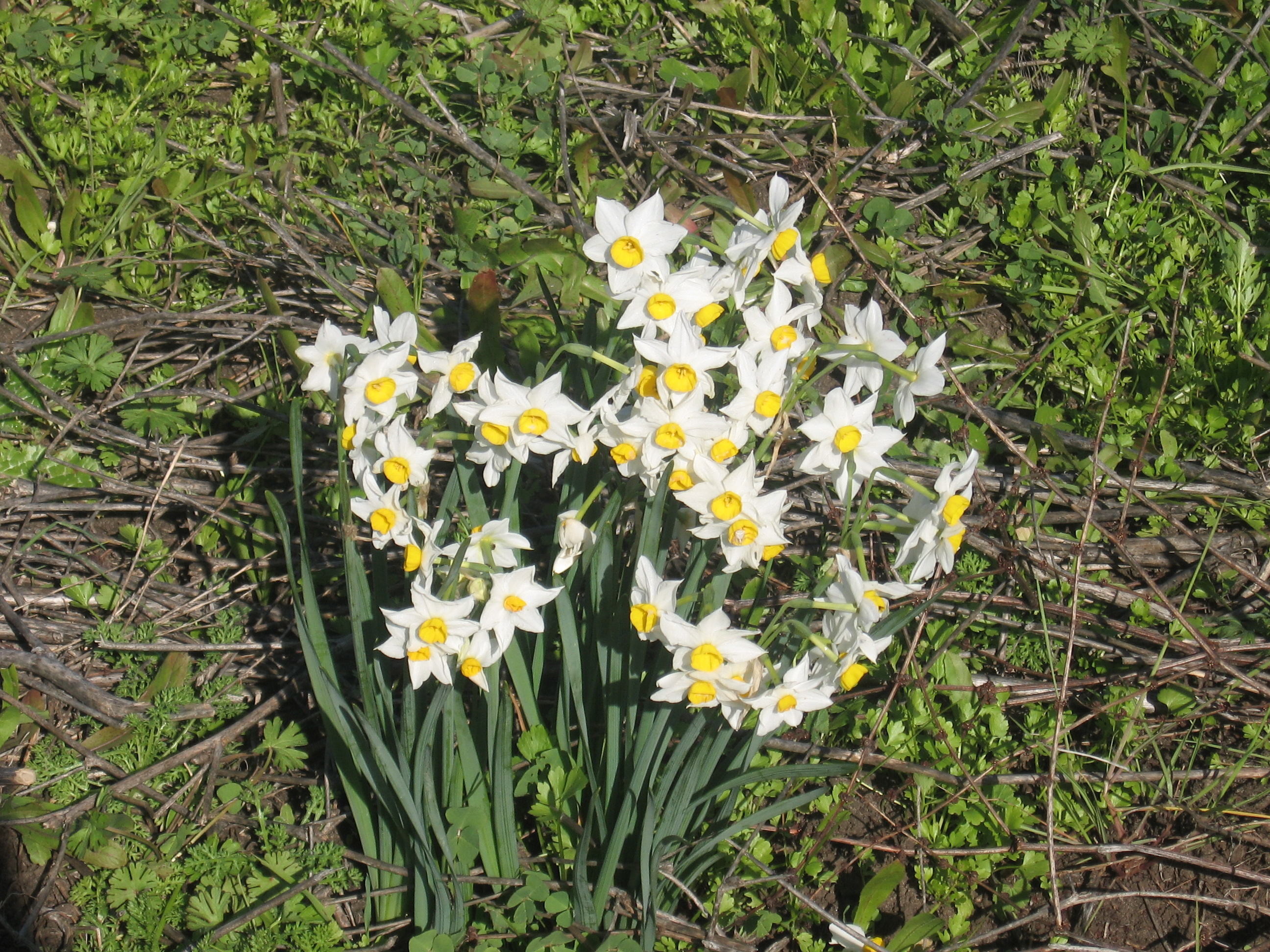
Narcissus tazetta subsp. tazetta
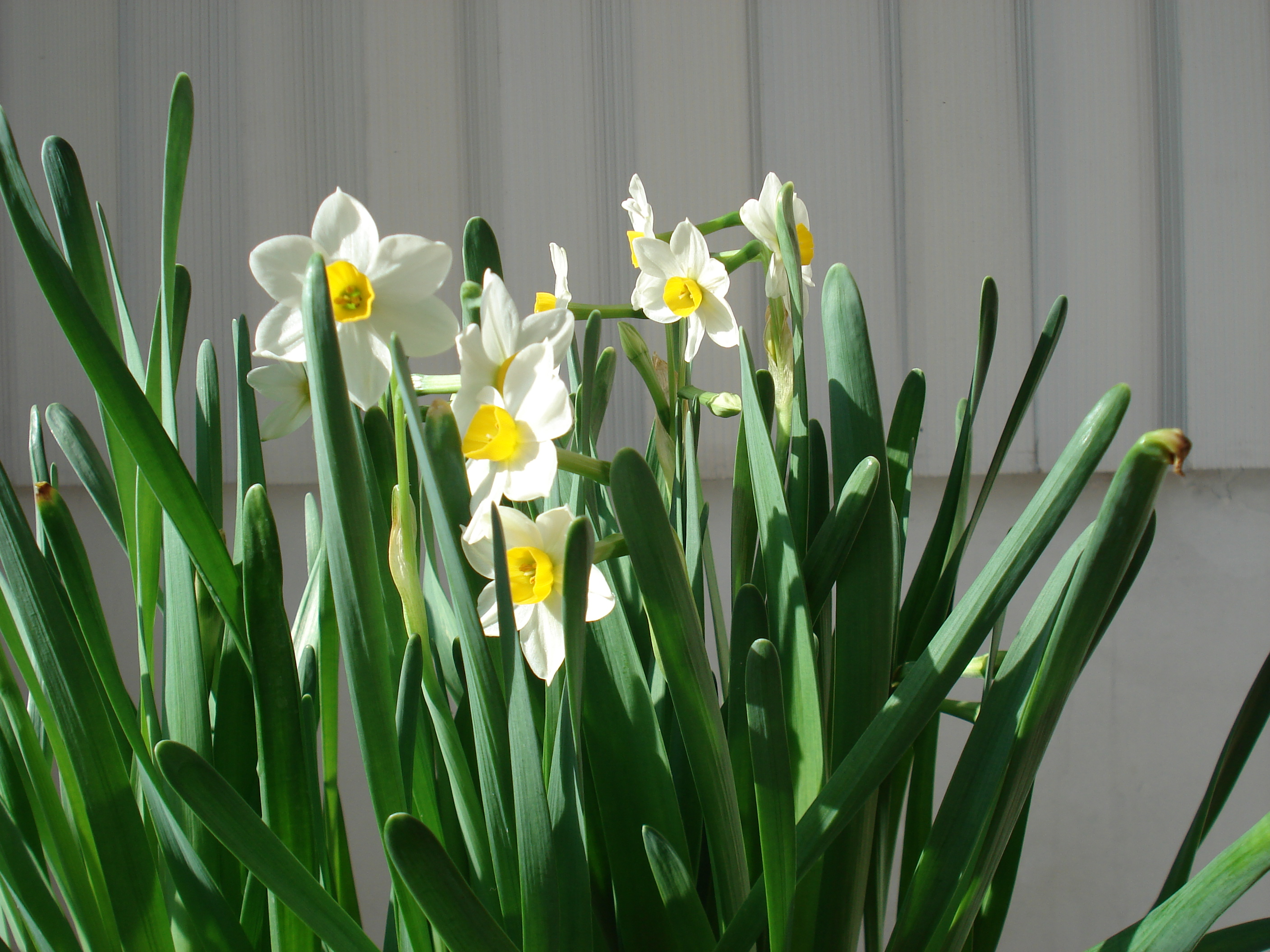
Narcissus tazetta subsp. chinensis
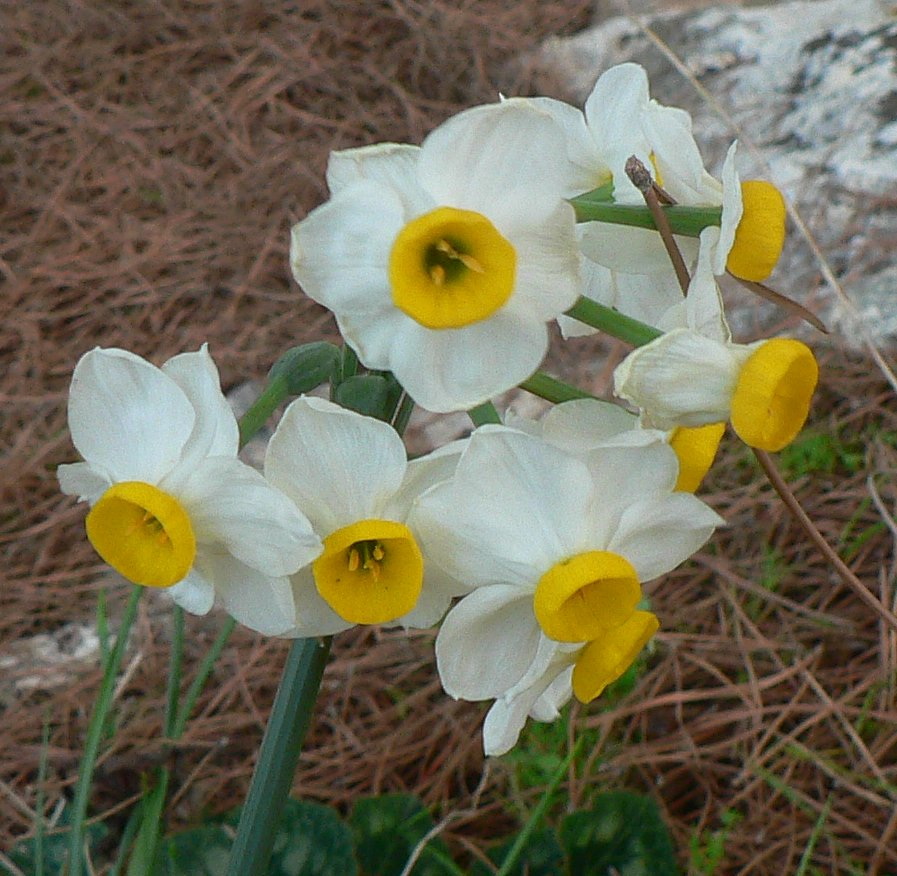
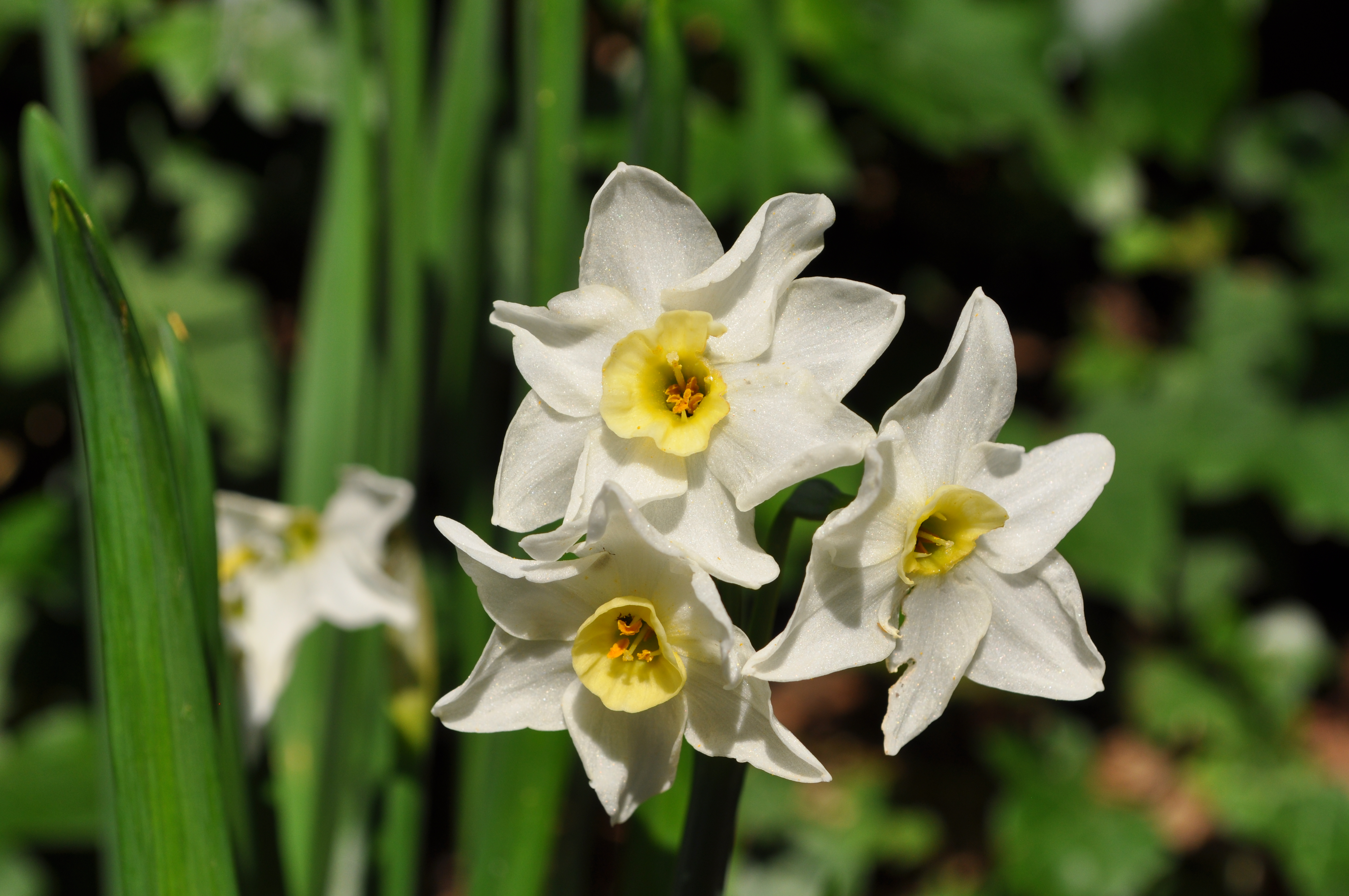
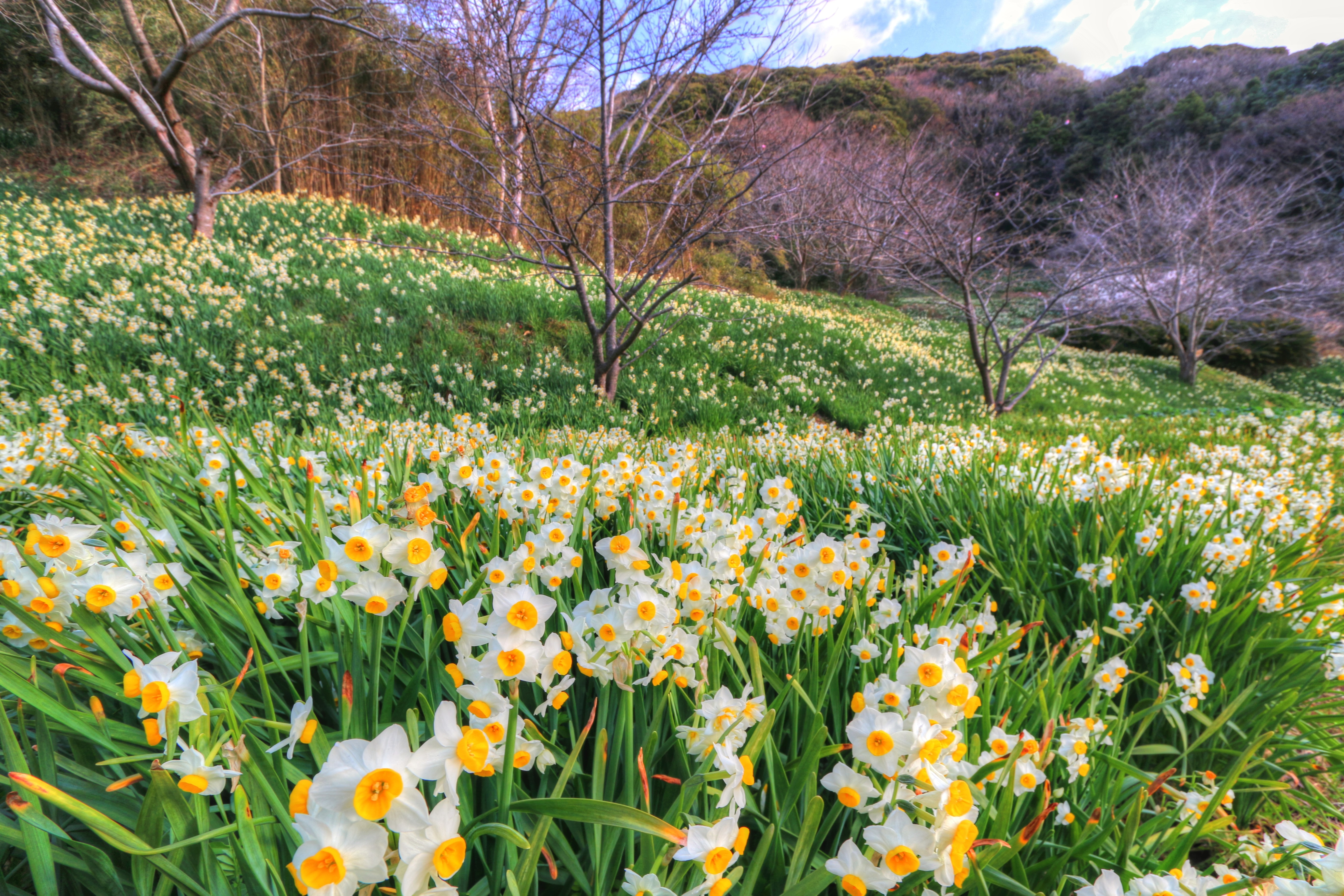
cánh đồng hoa thủy tiên tại Chiba, Nhật
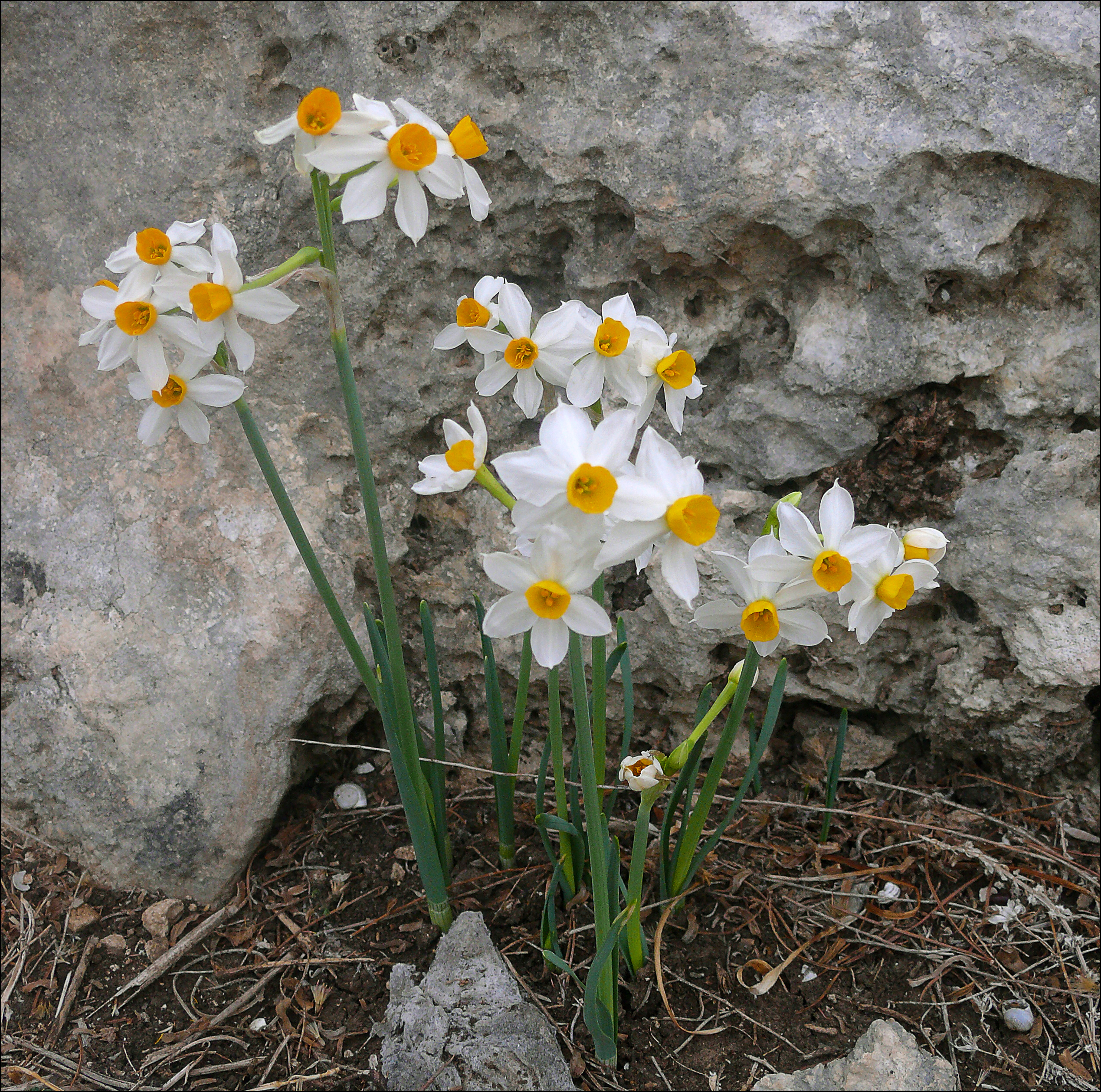
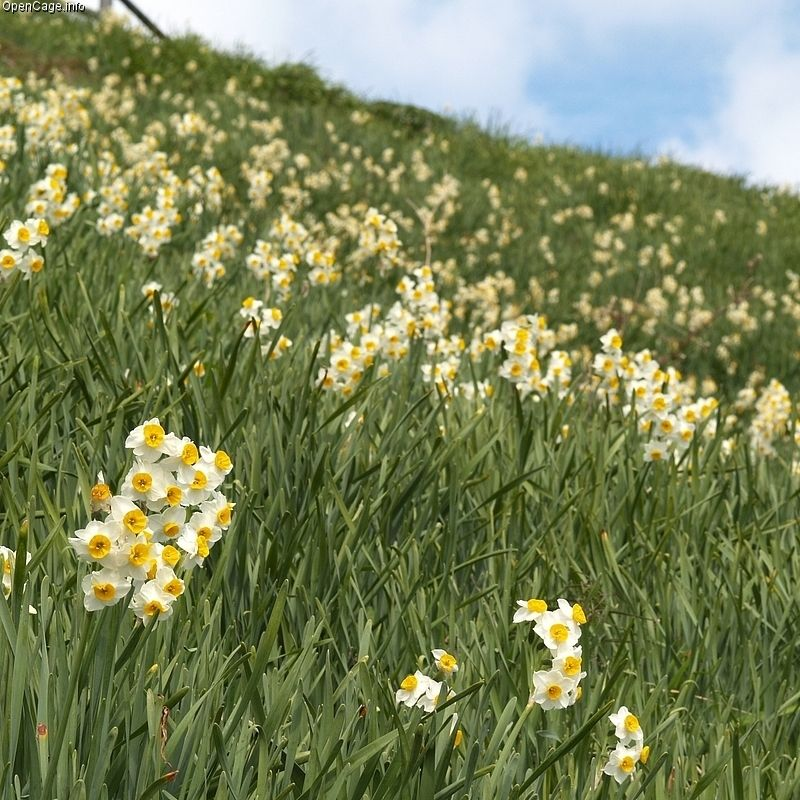
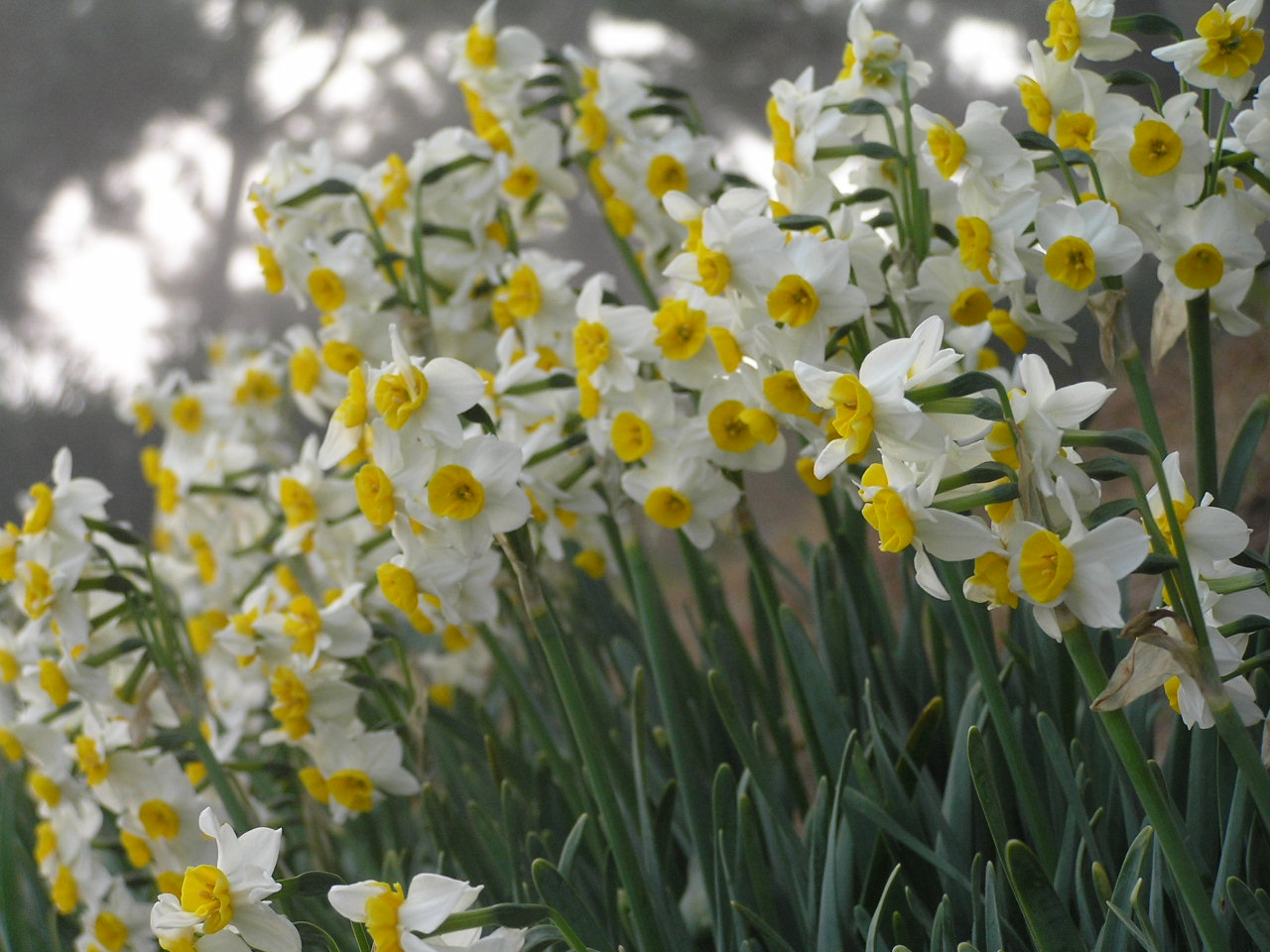
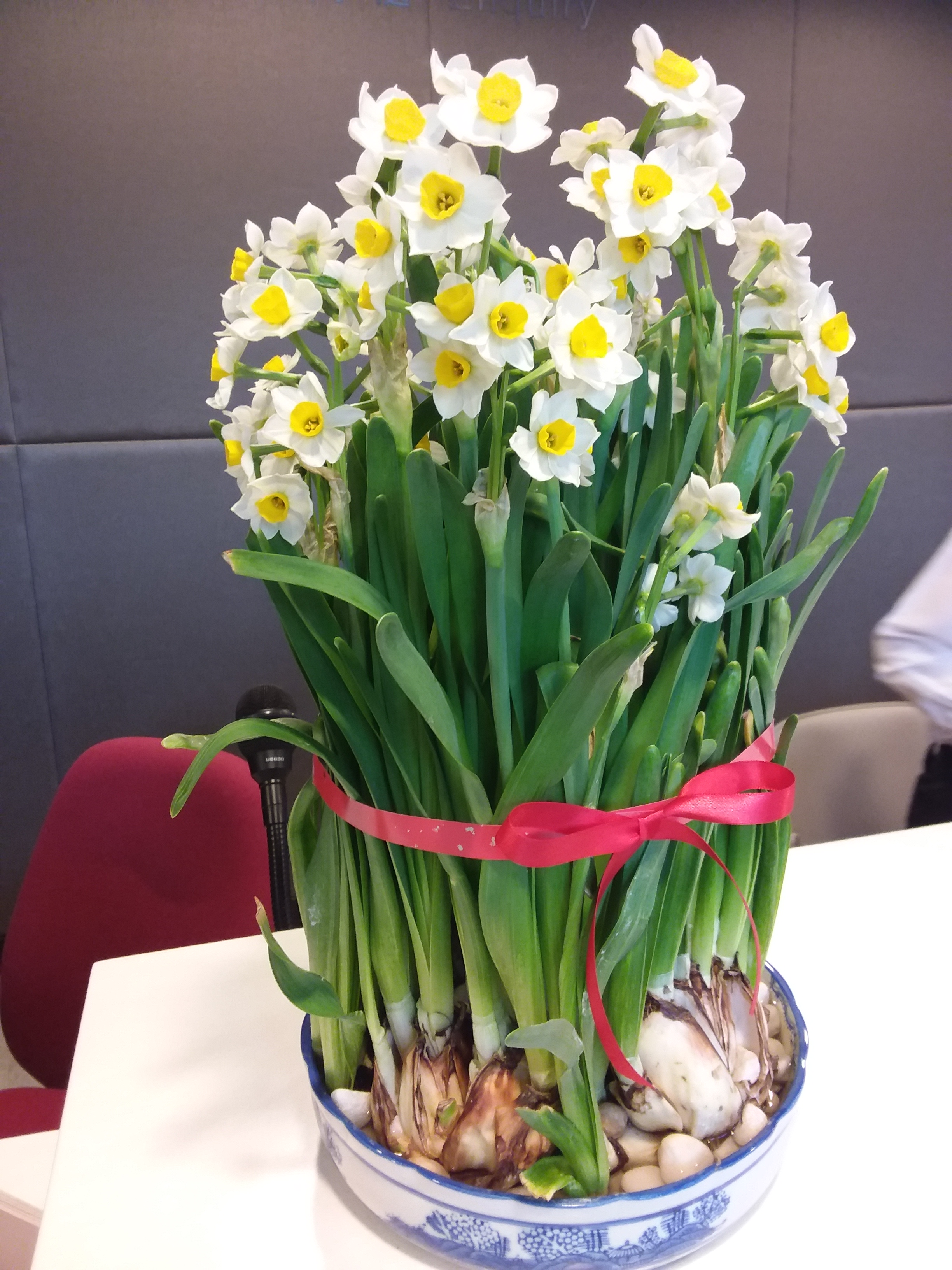
Bình hoa Thủy Tiên ngày Tết
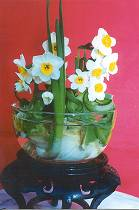
Bình hoa Thủy Tiên
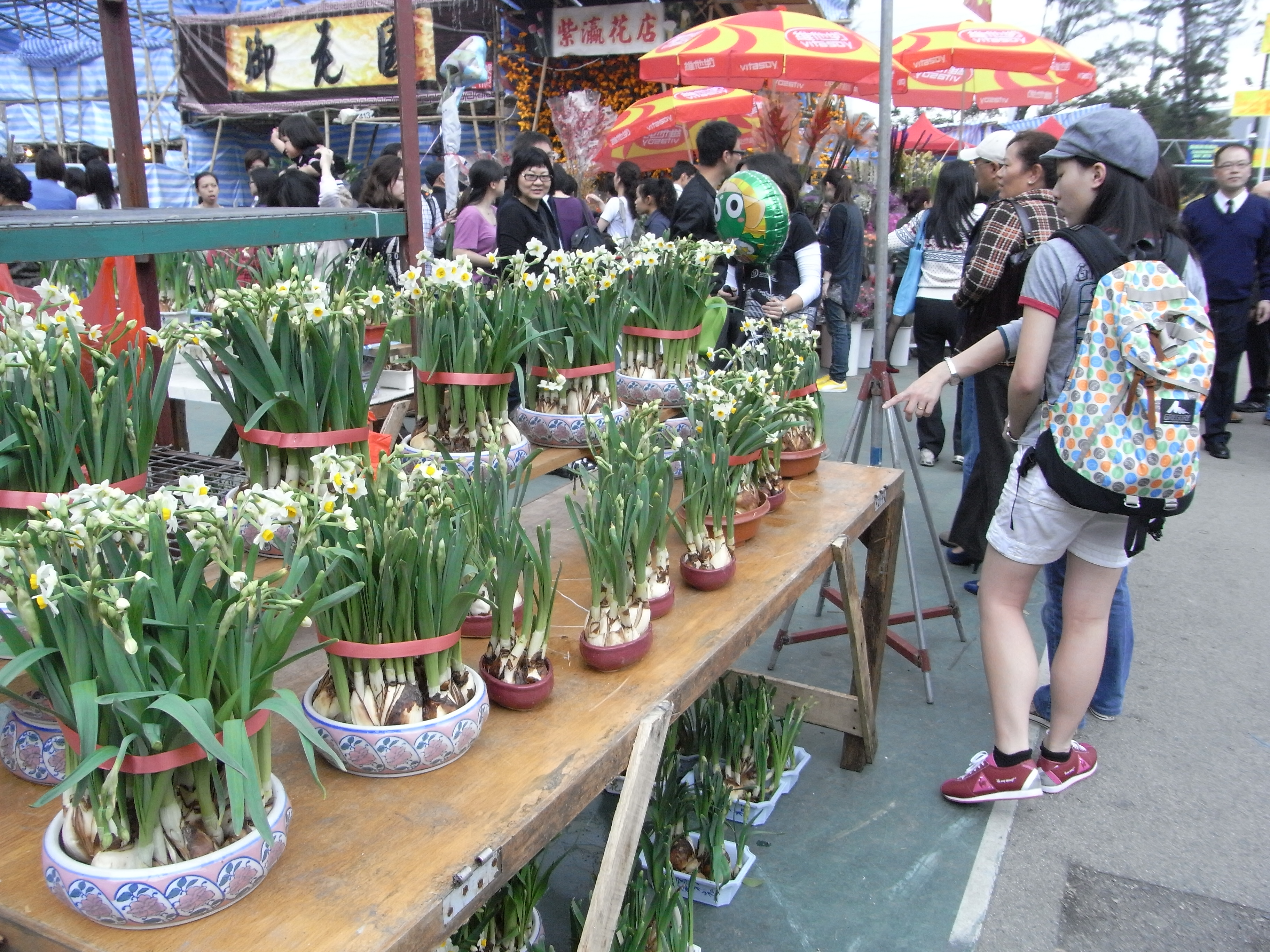
Quầy bán hoa thủy tiên Tết tại Hồng Kông
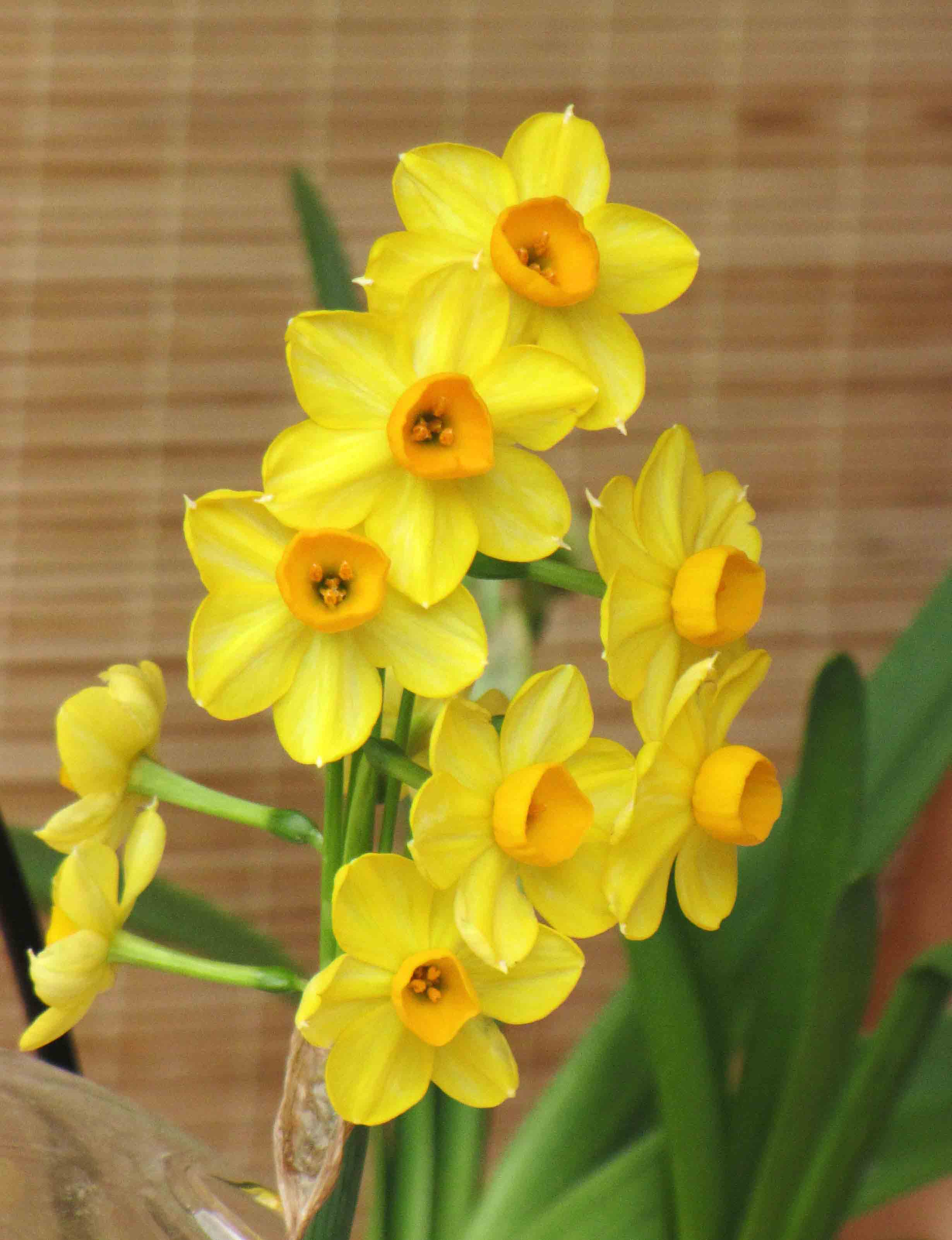
Những giò hoa thủy tiên tại Việt NamNhững giò hoa thủy tiên tại Việt Nam

## Văn liệu

### Sách
- van Kampen et fils, Nicolas (1760). Traité des fleurs à oignons: contenant tout ce qui est nécessaire pour les bien cultiver, fondé sur une expérience de plusieurs années (bằng tiếng Pháp). Harlem: Bohn. Truy cập ngày 26 tháng 12 năm 2014. translated into English as (van Kampen & Son 1764)
- van Kampen & Son, Nicolas (1764). The Dutch florist, or, True method of managing all sorts of flowers with bulbous roots (translated (Harrison) from French: (van Kampen et fils 1760)) (ấn bản thứ 2). London: Baldwin. Truy cập ngày 26 tháng 12 năm 2014. Next to the Hyacinths, Tulips, Ranunculuses, and Anemones, of which we have treated already, the Polyanthus Narcissus holds the first place and demands our chief attention

### Bài báo
- Rivka Dulberger (tháng 9 năm 1964). "Flower Dimorphism and Self-Incompatibility in Narcissus tazetta L.". Evolution. Quyển 18 số 3. JSTOR 2406347.
- ARROYO, JUAN; DAFNI, AMOTS (tháng 1 năm 1995). "Variations in habitat, season, flower traits and pollinators in dimorphic Narcissus tazetta L. (Amaryllidaceae) in Israel". New Phytologist. Quyển 129 số 1. tr. 135–145. doi:10.1111/j.1469-8137.1995.tb03017.x. Truy cập ngày 1 tháng 12 năm 2014.
- Krelage, JH (ngày 17 tháng 4 năm 1890). "On Polyanthus Narcissi". Journal of the Royal Horticultural Society. Quyển 12 số Daffodil Conference and Exhibition. tr. 339–346. Truy cập ngày 25 tháng 12 năm 2014.{{Chú thích tạp chí}}:  Quản lý CS1: ref trùng mặc định (liên kết)
- Ooi, Linda (tháng 3 năm 2010). "Narcissus tazetta lectin shows strong inhibitory effects against respiratory syncytial virus, influenza A (H1N1, H3N2, H5N1) and B viruses". Journal of Biosciences (Bangalore. Quyển 35 số 1. tr. 95–103. doi:10.1007/s12038-010-0012-8. PMID 20413914. Truy cập ngày 30 tháng 4 năm 2015.

### Cơ sở dữ liệu
- The Plant List